# Henning Jørgensen (1883-1973)
 For alternative betydninger, se Henning Jørgensen. (Se også artikler, som begynder med Henning Jørgensen)
Henning Jørgensen (23. september 1883 i Fredericia – 23. juli 1973 i Kirkelte) var en dansk arkitekt. Han var gift med Ingeborg Nielsen.

## Udstillinger
Charlottenborg: 1918, 1920, 1925, 1927, 1930, 1932, 
Forum 1929. 

## Udmærkelser
C.F. Hansen Medaillen (1930) 

## Bygninger
- Risbygaard, for direktør W. Witzke;
- Villa Egtofte, Egtoftevej 11, Vedbæk. Opført 1918/1920. (Danmarks dyreste hus pr. oktober 2020.)
- Fru Martha Muus' villa i Hellebæk begge fra 1920,
- Ombygning af Taarbæk Strandvej 105,
- Holmegaarden Ordrupvej 38-42 (præmieret 1926),
- Villaen Abellund (C.F. Hansen Medaillen 1930),
- Kontorchef L.J. Irlyks Hus Schimmelmannsvej 9,
- Roskildegaarden Roskildevej (1933-34),
- Ordrupvej 75 og 83 (1934);
- Roskildevej-Hoffmeyersvej (1935),
- Boligbebyggelsen ved volden (1938) sammen med Tyge Hvass
- Lundeskovsvej 5, 24 og 29 i Gentofte som udgør en del af Studiebyen
- Villaen på Ole Borchs vej 47 i Valby i 1923